# سیلویا فیورینی
سیلویا فیورینی (انگلیسی: Silvia Fiorini؛ زادهٔ ۲۴ دسامبر ۱۹۶۹) بازیکن فوتبال اهل ایتالیا است.
وی همچنین در تیم ملی فوتبال زنان ایتالیا بازی کرده‌است.